# کیزانووا
کیزانووا (به ایتالیایی: Chiesanuova) شهری در کشور سن مارینو است که ۵٬۴۶ کیلومتر مربع مساحت دارد و جمعیت آن در سال ۱۹۹۵ میلادی ۸۶۶ نفر و در سال ۲۰۰۸ میلادی ۱٫۰۳۶ نفر بوده‌است.